# CS Dinamo București
Clubul Sportiv Dinamo București är en sportklubb från Bukarest i Rumänien som grundades 14 maj 1948.